# Antifaşist Gençlik
Die Antifaşist Gençlik [antifaʃist ɡɛntʃlic] (auch Antifa Gençlik, AG, dt. Antifaschistische Jugend) war eine migrantische und antifaschistische Gruppe in Berlin.
Ende der 80er Jahre entstand die Gruppe aus antifaschistischen Migranten aus den Berliner Bezirken Wedding, Neukölln und Kreuzberg. Praxis der Gruppe war es gegen Neonazis vorzugehen und sich mit den politischen Kämpfen vor Ort, statt in ihren Herkunftsländern zu beschäftigen. Die Gruppe knüpfte mit der Zeit Kontakte zu von Repressionen betroffenen Jugendlichen aus Jugendgangs. Nachdem die Gruppe 1992 selbst im Kontext der Ermordung des Neonazi-Funktionärs Gerhard Kaindl von massiven Repressionen durch die Polizei betroffen war, löste sie sich schließlich 1994 auf.

## Hintergrund
Die Antifaşist Gençlik gründete sich zu einer Zeit, während der ein Generationenkonflikt unter den in Deutschland lebenden Migranten herrschte. Die Generation der sog. Gastarbeiter, die in den 1960er Jahren vor allem aus der Türkei gekommen waren, hofften auf eine Rückkehr in ihre Herkunftsländer. Während die im Zuge der türkischen Militärputsche von 1971 und 1980 nach Deutschland geflohenen politischen Flüchtlinge und Studenten wiederum auf eine Zukunft in Deutschland hofften. Diese Konfliktlinie schlug sich auch politisch in zwei Strömungen der türkisch-kurdischen Linken in Deutschland nieder, wobei sich letztere auf ihr Leben in Deutschland konzentrierte und sich dadurch stärker als Migranten wahrnahm.
Im Zuge dessen wurde versucht, politische Erfahrungen aus der Türkei auf Deutschland zu übertragen. Dabei wurden konkret Ansätze der antifaschistischen, marxistisch-leninistischen Bewegung Devrimci Yol aufgegriffen und versucht politische Freiräume bzw. „befreite Gebiete“ einzurichten, sowie für das fehlende politische Mitbestimmungsrecht, die Verbesserung der Situation migrantischer Arbeiter und gegen Rassismus zu kämpfen.

## Geschichte
Im Kontext der Situation migrantischer Jugendlicher in Deutschland insbesondere nach dem Beitritt der DDR zur BRD 1990 und dem generell vermehrten Aufkommen von Rassismus gründete sich die Antifaşist Gençlik. Die Gruppe verband vor allem Aspekte der migrantischen Selbstorganisation in der Form türkisch-kurdischer Vereine, der bestehenden Jugendgruppen und der autonomen und antifaschistischen Szene. Letztere gab der Gruppe eine Art Rückhalt, so erschien z. B. die eigene Zeitung der Gruppe das Antifaşist Haber Bülteni zusammen mit dem Antifaschistischen Infoblatt. Nach der Gründung in Berlin entstanden in anderen deutschen Städten weitere Gruppen.

„Die historische Phänomenalität von Antifa Gençlik besteht darin, dass sie in der Geschichte der Nachkriegszeit eine ‚massenhafte‘ Antifakultur (vor allem in Form von Organisierung des Selbstschutzes und militanter Verdrängung von Nazis) unter migrantischen Jugendlichen in Gang setzte, die fern von herkunftsbedingter Orientierung und in enger Zusammenarbeit mit der ‚deutschen‘ Antifa die neue Basis für migrantische Kämpfe gegen Nazis und Rassismus wesentlich mitbedingte, obwohl sie nur eine relativ kurze Lebensdauer hatte.“

Aber auch in Abgrenzung zur bestehenden radikalen Linken in Berlin, wie z. B. der damaligen Antifa Westberlin, die sich gegenüber Migranten oft überheblich, arrogant und rassistisch verhielt, gründete sich die Antifaşist Gençlik. So wird in diesem Zusammenhang wird oft ein Satz eines Autonomen zitiert, der gegenüber einem Mitglied der Antifaşist Gençlik sagte „wir brauchen Euren Mut, wie ihr unsere Klugheit braucht“.
Nachdem der rechtsextreme Politiker Gerhard Kaindl im Jahr 1992 nach einem Angriff mit einem Messer seinen Verletzungen erlag, wurde das politische Umfeld der Antifaşist Gençlik und die Gruppe selbst verdächtigt. Nach eineinhalb Jahren erfolgloser Ermittlungen, stellte sich im November 1993 ein an Schizophrenie erkrankter, siebzehnjähriger Jugendlicher der Polizei. Er belastete die Antifaşist Gençlik und ihr Umfeld, woraufhin vier Jugendliche festgenommen wurden und weitere mit Haftbefehl Gesuchte untertauchten. Zwei von ihnen stellten sich 1994 der Polizei, woraufhin diese in Untersuchungshaft gingen. Im September 1994 begann schließlich ein Prozess gegen sieben vorwiegend türkische und kurdische Antifaschisten. Ihnen wurde „gemeinschaftlicher Mord und sechsfache gefährliche Körperverletzung“ vorgeworfen und im November 1994 wurden die Angeklagten zu Bewährungsstrafen von fünfzehn Monaten bis zu Haftstrafen von drei Jahren verurteilt, ein weiterer Angeklagter wurde freigesprochen.
Vor allem an den Folgen der Repressionen, aber auch an internen Konflikten über Sexismus und Militanz zerbrach die Gruppe schließlich und löste sich 1994 auf.

## Rezeption
Die Antifaşist Gençlik ist heute für ihre prägende Rolle in der migrantischen, antifaschistischen Selbstorganisation bekannt. So bildeten sich weitere Gruppen in anderen deutschen Städten. Vor allem ihr Potenzial (migrantische) Jugendliche aus ärmeren Stadtteilen zu mobilisieren und zu politisieren, wird heute von Gruppen der sog. Migrantifa als Vorbild genannt.